# جزیره کونتا کینته
جزیره کونتا کینته، که قبلاً جزیره جیمز و جزیره سنت اندرو نامیده می‌شد، جزیره ایاست در ۳۰ کیلومتر از دهانه رودخانه گامبیا، و در نزدیکی جفوره در کشور گامبیا واقع است. قلعه جیمز در جزیره واقع شده‌است. کمتر از ۳٫۲ است کیلومتر (۲ مایل) از البردا در ساحل شمالی رودخانه قرار دارد.

## تاریخ

### تاریخ اولیه
اولین گزارش از تعامل اروپا با این جزیره در ماه مه ۱۴۵۶ است، هنگامی که یک گروه اعزامی از پرتغالی به رهبری کاشفان ایتالیایی الویز کاداموستو و آنتونیوتو اوسودیمار در این جزیره لنگر انداختند. آنها یکی از دریانوردان خود به نام اندرو را در این جزیره دفن کردند و اولین نام اروپایی خود را - جزیره سنت اندرو - را به آن دادند. دیگو گوومز همچنین در سال ۱۴۵۸ در سفر خود به جزیره سنت اندرو لنگر انداخت. در قرن پانزدهم میلادی، شهرک پرتغالی، سان دومینگو، در ساحل شمالی رودخانه گامبیا، روبروی جزیره سنت اندرو ساخته شد.

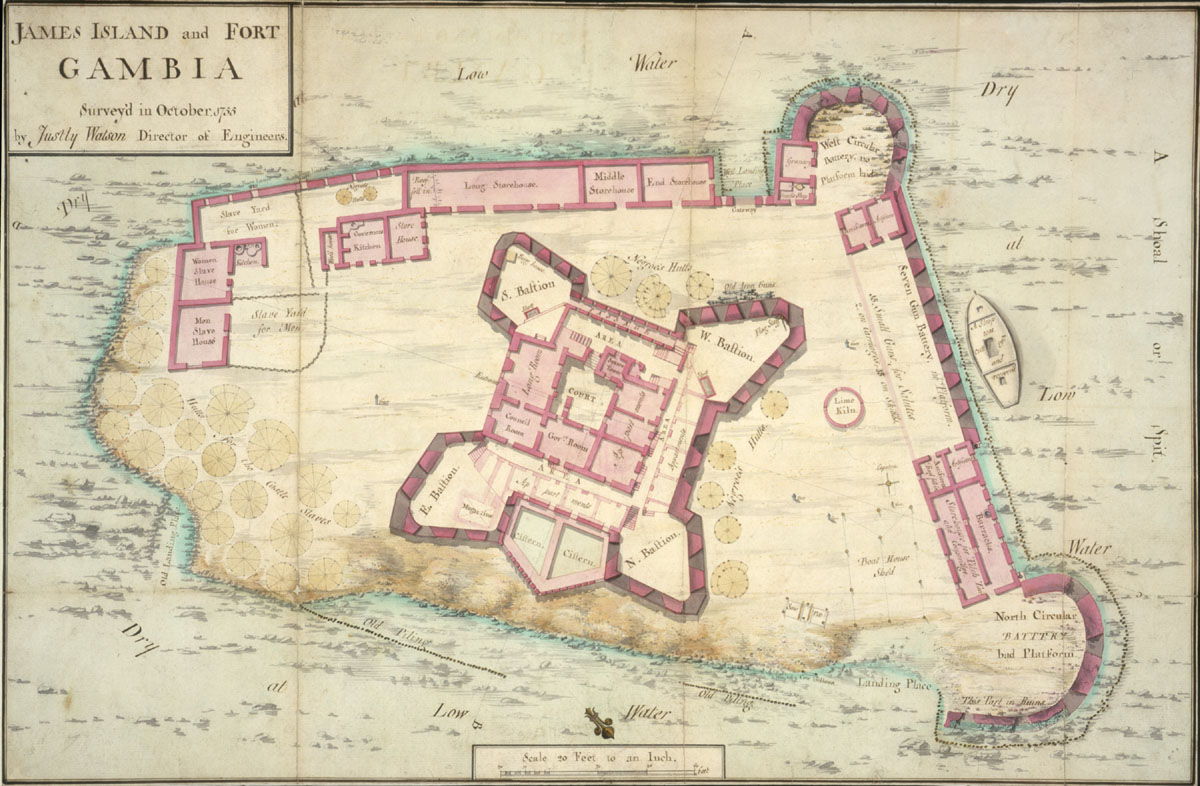
نقشه قلعه جیمز و جزیره جیمز از سال ۱۷۵۵

## میراث
به عنوان یک سایت مهم تاریخی در غرب آفریقا برای تجارت برده، با سایت‌های از جمله، البردا، جفوره و دژ بولن در ارتباط است. جزیره کونتا کینته دچار فرسایش سنگین است و اکنون از زمان فعال بودن این قلعه تقریباً ۱/۶ از اندازه آن است. ویرانه‌های چندین ساختمان اداری بریتانیا (از جمله یک سلول منفرد، که ظاهراً برای اسکان آزاردهنده‌ترین اسیران استفاده می‌شده‌است)، یک اسکله کوچک و تعدادی درخت درخت نان میمون اسکلتی باقی مانده‌است. از آنجا که این جزیره کم ارتفاع است، در طول موج زیاد و طوفان‌ها گاهی اوقات امواج به ساختارهای بازمانده ضربه می‌زند.